# Тифлонарка-таракеа
Тифлонарка-таракеа(лат. Typhlonarke tarakea) — вид скатов рода тифлонарок семейства лат. Narkidae отряда электрических скатов. Это хрящевые рыбы, ведущие донный образ жизни, с крупными, уплощёнными грудными и брюшными плавниками, образующими почти круглый диск, коротким, толстым хвостом, оканчивающимся мускулистым хвостовым плавником и одним спинным плавником. Эти скаты слепы, их глаза скрыты под кожей. Брюшные плавники разделены на две части, передняя образует отросток, подобный конечности. Скаты перемещаются по дну, отталкиваясь этими «ножками». Они способны генерировать электрический ток. Являются эндемиками вод Новой Зеландии. Обычно встречаются на глубине 300—400 м. Максимальная зарегистрированная длина 36 см. Рацион состоит из полихет. Эти скаты размножаются яйцеживорождением.

## Таксономия
Впервые новый вид был научно описан в 1929 году. Голотип был пойман в Айленд Бэй, Новая Зеландия. Ранее этот скат был изображён Августом Гамильтоном из музея Доминиона в его описании слепого электрического ската. Учёный купил особь на рыбном рынке Данедина и отметил её более вытянутую в отличие от тифлонарки форму диска, однако не признал её новым видом. 

## Ареал
Ареал тифлонарок-таракеа определён нечётко, поскольку он пересекается с ареалом слепых электрических скатов, а эти виды внешне похожи. Эти скаты являются эндемиками новозеландских вод и обитают у восточного побережья Северного острова, у Южного острова, острова Стюарта, в области поднятия Чатема до 49 ° ю. ш. Они встречаются у дна на глубине от 46 до 800 м, в основном между 300 и 400 м.

## Описание
Диск, образованный грудными плавниками этих скатов имеет форму яйца, он слегка сужается к хвосту, задний край очень мясистый. По обе стороны головы сквозь кожу проглядывают электрические парные органы в форме почек. Крошечные глаза расположены в 2—3 мм под кожей. Их положение можно определить по двум небольшим белым пятнышкам. Позади глаз расположены овальные брызгальца с приподнятыми гладкими краям.  Ноздри расположены близко друг к другу. Их внешние края закручиваются в трубочки, а внутренние края расширяются и срастаются, образуя мясистый кожаный лоскут, который почти скрывает маленький рот, спрятанный в углублении. На каждой челюсти имеется по 11 зубных рядов, выстроенных в передней части рта. Центральные зубы сношены и притуплены, тогда как удалённые от центра оканчиваются единичным остриём. На нижней стороне диска расположены пять пар коротких и изогнутых жаберных щелей, из которых первая и пятая короче остальных.
Передние края крупных и широких брюшных плавников образуют отростки, подобные конечностям. Задние края срастаются с краями грудных плавников, являясь частью диска. В месте соединения плавников с хвостом выемка отсутствует. У взрослых самцов имеются цилиндрические птеригоподии, концы которых выступают из-под диска. На уровне соединения диска с туловищем находится основание единственного спинного плавника, имеющего закруглённые края. По бокам короткого и толстого хвоста расположены еле заметные складки кожи, хвост оканчивается почти круглым хвостовым плавником. Кожа лишена чешуи. Окраска дорсальной поверхности ровного коричневого цвета, края диска и вентральная поверхность более светлого оттенка. Область вокруг рта и ноздрей, а также вентральная поверхность отростков, образованных брюшными плавниками, окрашена в белый цвет. Максимальная зарегистрированная длина 36 см.

## Биология
Тифлонарки-таракеа являются донными морскими рыбами. Дряблая мускулатура и короткий неразвитый хвост делают их плохими пловцами. В основном они перемещаются по дну с помощью подвижных отростков брюшных плавников, которые у них развиты лучше по сравнению со слепыми электрическими скатами. Обороняясь от хищников, эти скаты способны нанести электрический удар.  Будучи незрячими, они засасывают добычу, их рацион состоит в основном из полихет. Они размножаются яйцеживорождением, в помёте до 11 новорожденных длиной 9—10 см. 

## Взаимодействие с человеком
Эти скаты не представляют интереса для коммерческого рыболовства. Они часто попадаются в качестве прилова при коммерческом промысле с помощью донных тралов. Данных для оценки Международным союзом охраны природы статуса сохранности вида недостаточно.